# Premier président du Parlement de Paris

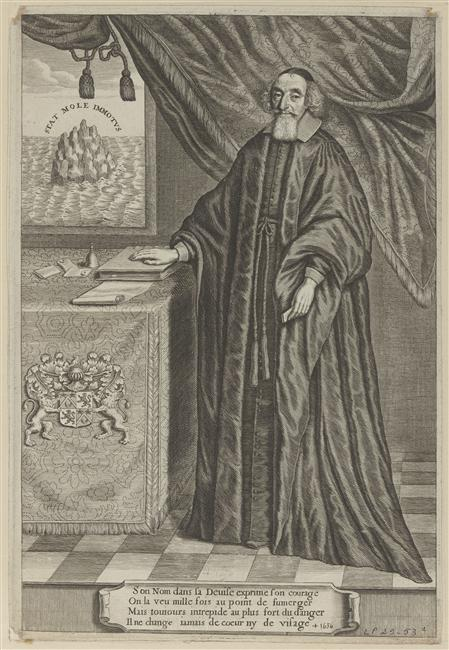
Molé, président durant la Fronde.

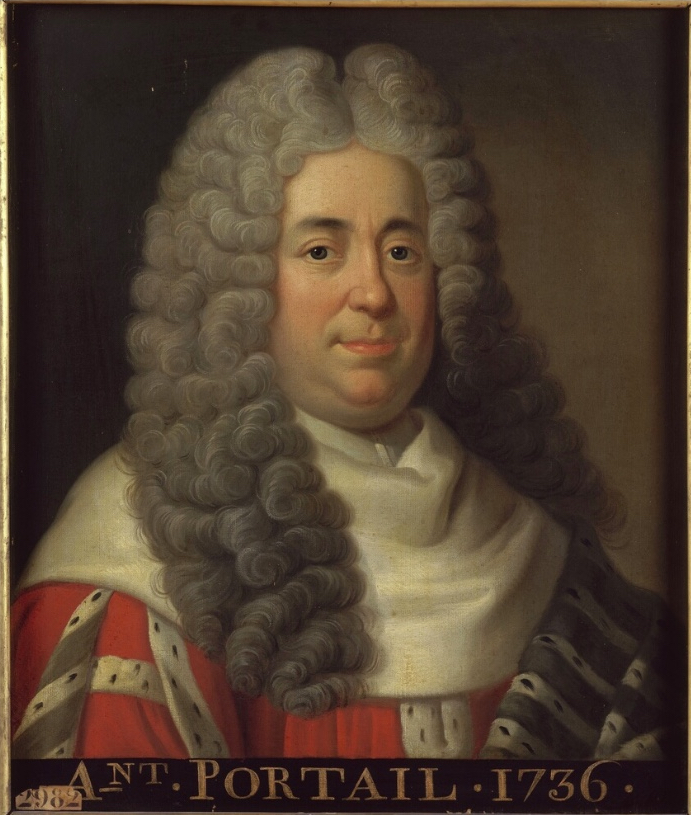
Antoine Portail, président de 1724 à 1736 et membre de l'Académie française.

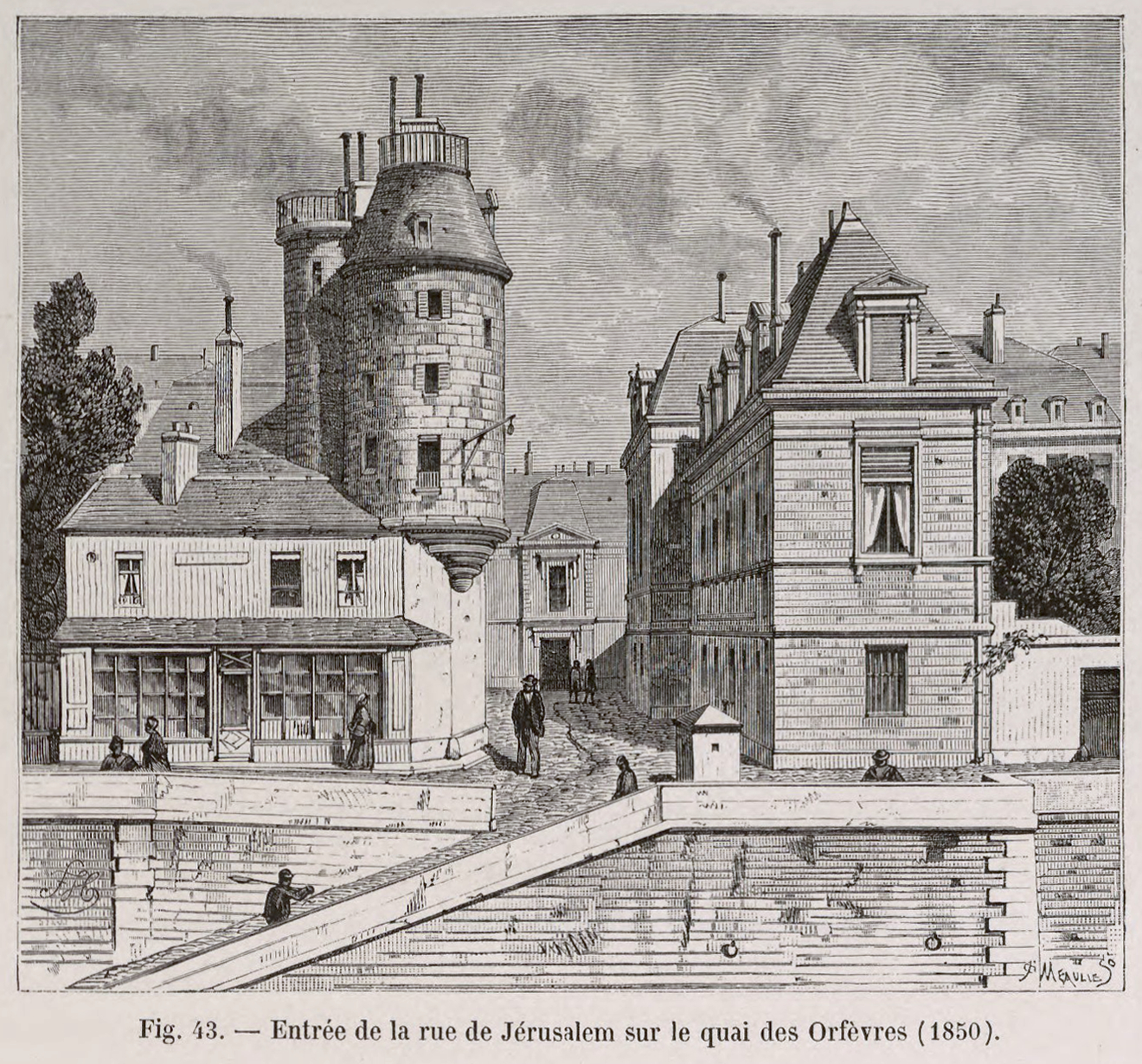
Débouché de la rue de Jérusalem sur le quai des Orfèvres, en 1850, avec au fond l'entrée de l'ancien palais du premier président du parlement de Paris. Le bâtiment à droite était attribué, depuis le début du XIXe siècle, aux services de la préfecture de Police de Paris.

Sous l'Ancien Régime en France, le premier président du parlement de Paris est un haut magistrat nommé par le roi. Il commande une certaine modération et une qualité de médiateur entre l’autorité royale et les autres magistrats. Cette charge qui n'est pas vénale, contrairement à la majorité des autres charges parlementaires, existe dans tous les parlements du royaume. Il siégeait dans un hôtel desservi par l'ancienne rue de Jérusalem, sur l'île de la Cité.

## Liste des premiers présidents du parlement de Paris
La liste suivante est présentée à titre indicatif, son exhaustivité n'est pas assurée,,.
- 1331-1336 : Bertrand V de Cardaillac
- 1334-1336 : Hugues de Courcy
- 1336-1340 : Guillaume Bertrand

Simon de Buci est le premier à avoir été qualifié de Premier président dans l'ordonnance du roi Philippe VI de Valois du 11 mars 1344. Il est mort le 8 mai 1369.
- 1341-1369 : Simon de Buci
- 1369-1371 : Pierre de Senneville ou de Demeville[4]
- 1371-1373 : Guillaume de Sens ou de Seris[5]
- 1373-1374 : Pierre d'Orgemont[6]
- 1374-1388 : Arnaud de Corbie[7]
- 1388-1399 : Guillaume de Sens[8]
- 1400-1403 : Jean de Popincourt[9]
- 1403-1413 : Henri de Marle ou Henri le Corgne[10]
- 1413-1418 : Robert Mauger[11]
- 1418-1436 : Philippe de Morvilliers[12]
- Jean de Vailly a été Premier président du parlement de Paris siégeant à Poitiers pendant l'occupation de Paris par les Anglais. Il est mort le 9 mars 1433[13]
- 1436-1456 : Adam de Cambray[14]
- 1457-1461 : Yves de Scépeaux[15]
- 1461-1461 : Hélie de Tourrettes[16]
- 1461-1465 : Matthieu de Nanterre[17]
- 1465-1471 : Jean Dauvet[18]
- 1471-1481 : Jean le Boulanger[19]
- 1481-1497 : Jean de La Vacquerie[20],[21]
- 1497-1505 : Pierre de Cothardy[22]
- 1505-1507 : Jean de Ganay[23]
- 1507-1514 : Antoine Duprat[24]
- 1514-1517 : Pierre Mondot de La Marthonie[25]
- 1517-1519 : Jacques Olivier (d) [26]
- 1520-1529 : Jean de Selve, ou de Salva[27]
- 1529-1550 : Pierre Lizet[28]
- 1550-1551 : Jean Bertrand ou Bertrandi[29]
- 1551-1562 : Gilles Le Maistre (d) [30]
- 1562-1582 : Christophe de Thou[31]
- 1581-1588 : Bon de Broé[32]
- 1601-1618 : Bon François de Broé[33]
- 1601-1611 : Achille de Harlay[34]
- 1585-1620 : Nicolas III Potier de Blancmesnil n'apparaît pas dans les listes de Premier président au parlement de Paris.
- 1583-1611 : Achille de Harlay[34]
- 1589-1591 : Barnabé Brisson, par intérim
- 1591-1594 : Jean Le Maistre, par intérim
- 1611-1627 : Nicolas de Verdun[35]
- 1627-1628 : Jérome de Hacqueville[36]
- 1628-1630 : Jean Bochard[37]
- 1630-1640 : Nicolas Le Jay[38]
- 1641-1651 : Mathieu Molé[39]
- 1651-1657 : Pomponne II de Bellièvre[40]
- 1657-1677 : Guillaume Ier de Lamoignon de Basville[41]
- 1678-1689 : Nicolas Potier de Novion[42]
- 1689-1707 : Achille III de Harlay[43],[44]
- 1707-1712 : Louis II Le Peletier[45]
- 1712-1723 : Jean-Antoine de Mesmes[46]
- 1723-1724 : André III Potier de Novion
- 1724-1736 : Antoine Portail
- 1736-1743 : Louis III Le Peletier de Rosanbo
- 1743-1757 : René-Charles de Maupeou
- 1757-1763 : Mathieu-François Molé de Champlâtreux
- 1763-1768 : René-Nicolas de Maupeou
- 1768-1771 : Étienne François d'Aligre
- 1771-1774 : Louis Jean Bertier de Sauvigny
- 1774-1788 : Étienne François d'Aligre
- 1788-1789 : Louis-François de Paule Lefèvre d'Ormesson
- 1789-1791 : Jean Baptiste Gaspard Bochart de Saron